# Albert Harion
Albert Harion, född 30 juni 1891, död 24 juli 1948, var en friidrottare från Belgien. Han deltog vid olympiska sommarspelen 1920.